# Dahlgrenius kalaharii
Dahlgrenius kalaharii är en skalbaggsart som först beskrevs av Thérond 1965.  Dahlgrenius kalaharii ingår i släktet Dahlgrenius och familjen stumpbaggar. Inga underarter finns listade i Catalogue of Life.